# Bárium-nitrát
A bárium-nitrát egy szervetlen vegyület, a bárium salétromsavas sója. A képlete  Ba(NO3)2. Színtelen, oktaéderes kristályok építik fel. Vízben oldódik, oldhatósága 100 g vízben 20 °C-on 9 g, 100 °C-on 33 g. Alkoholban oldhatatlan. Mérgező hatású, a mérgezés tünetei a bárium-kloridéra emlékeztetnek.

## Kémiai tulajdonságai
Ha hevítik elbomlik. Magasabb hőmérsékleten bárium-hidroxiddá alakul hidrogén, bárium-karbonáttá és bárium-oxiddá szén-monoxid hatására.

## Előállítása
Bárium-karbonátot salétromsavban oldanak fel, majd a keletkező oldatból a bárium-nitrátot kristályosítással nyerik ki.
{\displaystyle \mathrm {BaCO_{3}+2\ HNO_{3}\rightarrow Ba(NO_{3})_{2}+H_{2}O+CO_{2}} }

## Felhasználása
Felhasználják zöld láng előállítására tűzijátékok készítésénél, tiszta bárium-oxid és bárium-peroxid előállításakor. Az analitikai kémiában a kénsav és a szulfátok kimutatására és meghatározására alkalmazzák.